# 8163 Ishizaki
A 8163 Ishizaki (ideiglenes jelöléssel 1990 UF2) a Naprendszer kisbolygóövében található aszteroida. T. Seki fedezte fel 1990. október 27-én.